# David Martínez (wenezuelski piłkarz)
David Emmanuel „Joya” Martínez Morales (ur. 7 lutego 2006 w El Tigre) – wenezuelski piłkarz występujący na pozycji skrzydłowego, reprezentant Wenezueli, od 2024 roku zawodnik amerykańskiego Los Angeles FC.